# Мазліаніко
Мазліаніко (італ. Maslianico) — муніципалітет в Італії, у регіоні Ломбардія, провінція Комо.
Мазліаніко розташоване на відстані близько 520 км на північний захід від Рима, 45 км на північ від Мілана, 6 км на північний захід від Комо.
Населення — 3369 осіб (2014).

## Демографія
Населення за роками:

Станом на 1 січня 2023 року в муніципалітеті офіційно проживало 249 іноземців з 39 країн, серед них 63 громадяни країн Євросоюзу та 14 громадян України.

## Сусідні муніципалітети
- Черноббіо
- Комо
- Вакалло